# Tatsumi Iida
Tatsumi Iida (japanisch 飯田 健巳 Iida Tatsumi; * 22. Juli 1985 in Zama) ist ein ehemaliger japanischer Fußballspieler.

## Karriere
Iida erlernte das Fußballspielen in der Schulmannschaft der Kojo High School und der Universitätsmannschaft der Jobu-Universität. Seinen ersten Vertrag unterschrieb er 2008 bei Tochigi SC. Der Verein spielte in der dritthöchsten Liga des Landes, der Japan Football League. 2009 wechselte er zum Zweitligisten Yokohama FC. 2010 kehrte er zum Zweitligisten Tochigi SC zurück. 2011 wechselte er zum Ligakonkurrenten Kataller Toyama. Am Ende der Saison 2014 stieg der Verein in die J3 League ab. Für den Verein absolvierte er 62 Ligaspiele. Ende 2017 beendete er seine Karriere als Fußballspieler.